# كوله النديش (النادرة)

تعديل مصدري - تعديل

كوله النديش هي إحدى قرى عزلة مالك بمديرية النادرة التابعة لمحافظة إب، بلغ تعداد سكانها 691 نسمة حسب تعداد اليمن لعام 2004.

## روابط خارجية
- المركز الوطني للمعلومات باليمن